# Polizeiinspektion Halle (Saale)

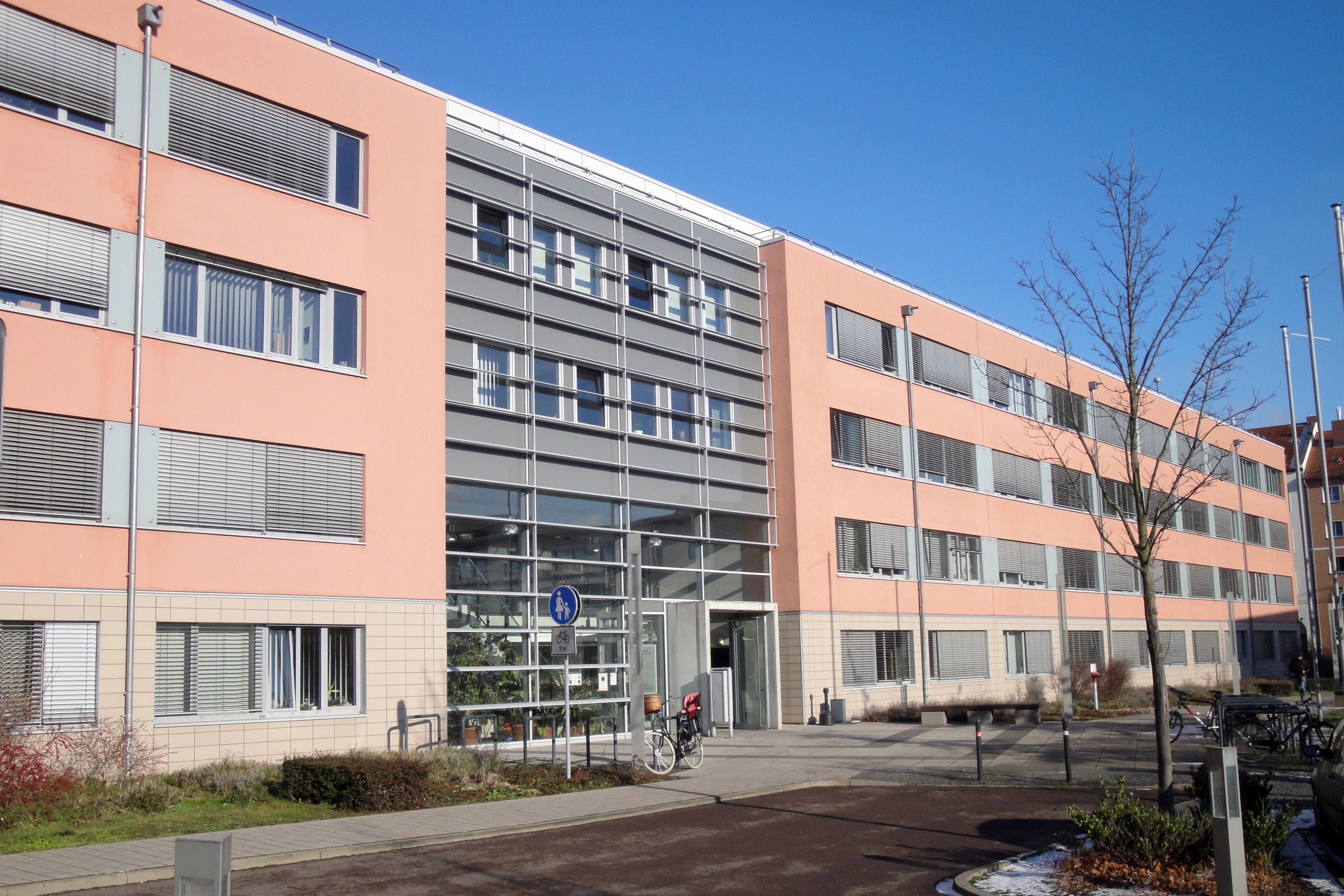
Polizeiinspektion Halle, Merseburger Straße 6

Die Polizeiinspektion Halle (Saale) ist eine der fünf Polizeiinspektionen der Polizei Sachsen-Anhalt. Ihr Sitz ist in Halle (Saale), Merseburger Straße 6.

## Geschichte
Die Polizeiinspektion Halle (Saale) wurde mit der „Polizeistrukturreform 2020“ geschaffen und übernahm einen Teil des Personals von der Polizeidirektion Sachsen-Anhalt Süd.

## Reviere
Der Polizeiinspektion Halle (Saale) sind die Polizeireviere des
- Landkreises Mansfeld-Südharz,
- Saalekreises,
- Burgenlandkreises,

sowie der kreisfreien
- Stadt Halle (Saale)

untergeordnet. Der Zuständigkeitsbereich umfasst insgesamt eine Fläche von 4.431 km².

## Behördenleiter
Direktorin der Polizeiinspektion Halle (Saale) ist seit 2022 Annett Wernicke.